# جایانتا مونگکل
جایانتا مونگکل (تایلندی: พระองค์เจ้าไชยันตมงคล กรมหมื่นมหิศรราชหฤทัย؛ ۳۰ ژانویهٔ ۱۸۶۶ – ۱۵ آوریل ۱۹۰۷) کارآفرین اهل تایلند بود، که در سال ۱۹۰۴ سیام کامرشال بنک را تأسیس کرد.